# Django Unchained
Django Unchained är en amerikansk westernfilm från 2012, skriven och regisserad av Quentin Tarantino. I rollerna finns bland andra Jamie Foxx, Christoph Waltz och Leonardo DiCaprio. Filmen hade biopremiär den 25 december 2012 och Sverigepremiär den 18 januari 2013.
Filmen fick positiva recensioner av kritiker, trots att den till en början blev kontroversiell bland annat för dess starka och - enligt kritikerna - överdrivna användning av ordet "nigger". Den nominerades till fem stycken Oscar på Oscarsgalan 2013 för bl.a. Bästa film, Bästa foto och Bästa ljudredigering. Christoph Waltz fick god kritik för sitt framträdande och vann Golden Globe Award, BAFTA Award och sin andra Oscar för Bästa manliga biroll. Han vann sin första Oscar i Tarantinos föregående film Inglourious Basterds 2009. Quentin Tarantino vann en Oscar för Bästa originalmanus, hans andra Oscar efter att ha vunnit sin första för Pulp Fiction 1994, samt Golden Globe Award och BAFTA Award. Oscarvinsten för Bästa film gick till Argo, vinsten för Bästa foto gick till Berättelsen om Pi och vinsten för Bästa ljudredigering gick till både Bond-filmen Skyfall och Zero Dark Thirty. Filmen blev en kassasuccé och har tjänat in över 425 miljoner dollar, vilket gör den till  Tarantinos mest inkomstbringande film.

## Handling
Filmen utspelar sig 1858, två år före det amerikanska inbördeskriget. Django (Foxx) är en slav som efter ett brutalt förflutet hos sina tidigare slavägare möter den tyska prisjägaren Dr. King Schultz (Waltz). Han behöver Djangos hjälp med att identifiera ett par efterlysta bröder som få har sett ansiktet på. I utbyte mot Djangos hjälp så erbjuder Schultz honom frihet och hjälp med att hämna hans fru Broomhilda (Washington) som nu ägs av plantageägaren Calvin Candie (DiCaprio).

## Rollista

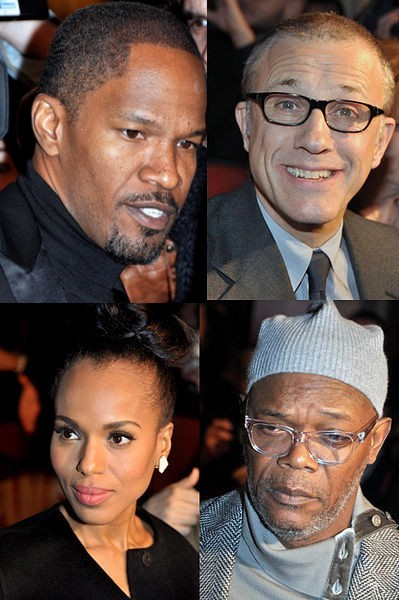
Jamie Foxx, Christoph Waltz, Kerry Washington och Samuel L. Jackson vid den franska premiären av filmen.

| - Jamie Foxx - Django - Christoph Waltz - Dr. King Schultz - Leonardo DiCaprio - "monsieur" Calvin J. Candie - Kerry Washington - Broomhilda "Hildi" von Shaft - Samuel L. Jackson - Stephen - Walton Goggins - Billy Crash - Dennis Christopher - Leonide "Leo" Moguy - James Remar - Butch Pooch / Ace Speck - David Steen - Mr. Stonecipher - Dana Gourrier - Cora - Nichole Galicia - Sheba - Laura Cayouette - Lara Lee Candie-Fitzwilly - Ato Essandoh - D'Artagnan - Sammi Rotibi - Rodney - Clay Donahue Fontenot - Big Freds motståndare - Escalante Lundy - Big Fred - Miriam F. Glover - Betina - Don Johnson - Spencer "Big Daddy" Bennett - Franco Nero - Amerigo Vassepi | - James Russo - Dicky Speck - Tom Wopat - statssheriff Gill Tatum - Don Stroud - Willard Peck/sheriff Bill Sharp - Russ Tamblyn - son till en revolverman - Amber Tamblyn - dotter till en son till en revolverman - Bruce Dern - gamle Carrucan - M. C. Gainey - Big John Brittle - Cooper Huckabee - Roger "Little Raj" Brittle - Doc Duhame - Ellis Brittle - Jonah Hill - säckhuvud 2 - Lee Horsley - sheriff Gus (Snowy Snow) - Zoë Bell - spårare - Michael Bowen - spårare - Robert Carradine - spårare - Jake Garber - spårare - Ted Neeley - spårare - James Parks - spårare - Tom Savini - spårare - Michael Parks - Mike, gruvbolagsanställd - John Jarratt - Floyd, gruvbolagsanställd - Quentin Tarantino - Frankie, gruvbolagsanställd - Quentin Tarantino - Robert (säckhuvud 1) (okrediterad) |

## Rollsättning
Olika förslag på vilka som skulle kunna spela Django inkluderade Will Smith, Idris Elba, Chris Tucker, Terrence Howard, Michael Kenneth Williams och Tyrese Gibson. Tarantino ville ha med Smith men han tackade nej då han ansåg att Django inte var den ledande rollen i filmen. Jamie Foxx tackade ja när Tarantino erbjöd honom rollen.

## Musik
Originalmusiken till filmen skrevs av flera olika kompositörer som alla gjorde var sitt musikstycke till filmen, bland andra Ennio Morricone, Elisa, Rick Ross, John Legend och RZA; den sistnämnde gjorde även musiken till Tarantinos Kill Bill tillsammans med Robert Rodriguez. Den gamla västernlåten Django av Luis Bacalov och Rocky Roberts används som filmens ledmotiv. Andra artister vars musik används i filmen är Ennio Morricone, James Brown, Tupac, Jerry Goldsmith, Johnny Cash, Brother Dege, Riz Ortolani och Jim Croce.

## Inspiration
Filmen lånar sin titel samt några musikstycken från filmen Django. Andra inspirationskällor är Den gode, den onde, den fule, Den tyste hämnaren, Hämndens Timme, Mandingo, Den stora duellen, Boss Nigger och Hannie Caulder.

## Priser och nomineringar
| Pris               | Kategori             | Mottagare                                                     | Resultat  |
| ------------------ | -------------------- | ------------------------------------------------------------- | --------- |
| Oscar              | Bästa manliga biroll | Christoph Waltz                                               | Vann      |
| Oscar              | Bästa originalmanus  | Quentin Tarantino                                             | Vann      |
| Oscar              | Bästa film           | Stacey Sher, Reginald Hudlin och Pilar Savone                 | Nominerad |
| Oscar              | Bästa foto           | Robert Richardson                                             | Nominerad |
| Oscar              | Bästa ljudredigering | Wylie Stateman                                                | Nominerad |
| Golden Globe Award | Bästa manliga biroll | Christoph Waltz                                               | Vann      |
| Golden Globe Award | Bästa manus          | Quentin Tarantino                                             | Vann      |
| Golden Globe Award | Bästa film – drama   | Django Unchained                                              | Nominerad |
| Golden Globe Award | Bästa regi           | Quentin Tarantino                                             | Nominerad |
| Golden Globe Award | Bästa manliga biroll | Leonardo DiCaprio                                             | Nominerad |
| BAFTA Award        | Bästa manliga biroll | Christoph Waltz                                               | Vann      |
| BAFTA Award        | Bästa originalmanus  | Quentin Tarantino                                             | Vann      |
| BAFTA Award        | Bästa regi           | Quentin Tarantino                                             | Nominerad |
| BAFTA Award        | Bästa ljud           | Mark Ulano, Michael Minkler, Tony Lamberti och Wylie Stateman | Nominerad |
| BAFTA Award        | Bästa klippning      | Fred Raskin                                                   | Nominerad |